# Cantone di La Rochette
Il Cantone di La Rochette era una divisione amministrativa dell'arrondissement di Chambéry.
È stato soppresso a seguito della riforma complessiva dei cantoni del 2014, che è entrata in vigore con le elezioni dipartimentali del 2015.
Comprendeva i comuni di:
- Arvillard
- Bourget-en-Huile
- La Chapelle-Blanche
- La Croix-de-la-Rochette
- Détrier
- Étable
- Le Pontet
- Presle
- La Rochette
- Rotherens
- La Table
- La Trinité
- Le Verneil
- Villard-Sallet